# Scopus (databáze)
Scopus je multioborová abstraktová a citační databáze odborné recenzované literatury dostupná pro registrované uživatele, provozovaná od roku 2004 vydavatelským domem Elsevier jako konkurence k starší databázi Web of Science. K dubnu 2021 obsahovala abstrakty a záznamy z více než 40 000 recenzovaných časopisů od více než 11 000 vydavatelů po celém světě. Databáze Scopus nabízí také pokročilé vyhledávání a scientometrické nástroje pro hodnocení vědy a výzkumu, včetně nově vyvinutých ukazatelů jako SCImago Journal Rank (SJR). Dále přímé odkazy na plné texty článků, knihovnické zdroje a další aplikace, jako je například systém pro správu bibliografických referencí. Databáze zahrnuje i jiné než anglické zdroje a kromě recenzovaných časopisů obsahuje také sborníky z mezinárodních konferencí, knižní série, institucionální a další zdroje.
Všechny tituly recenzovaných časopisů, které jsou zařazené do databáze Scopus jsou každý rok znovu prověřovány, zda dosahují dostatečné odborné kvality. Hodnocení probíhá podle čtyř numerických ukazatelů: H-index (Hirschův index citovanosti), CiteScore, SJR (SCImago Journal Rank) a SNIP (Source Normalized Impact per Paper). Vyhledávání v databázi Scopus zahrnuje také vyhledávání v patentové literatuře.
Scopus® je zároveň registrovaná obchodní značka společnosti Elsevier B.V.

## Přehled a srovnání
Ve srovnávací studii z roku 2006 autoři porovnávají snadnost použití a pokrytí (z hlediska časopisů a z hlediska času) databází Scopus a konkurenční databáze Web of Science (WOS). Studie uvádí, že „Scopus má snadnou navigaci, dokonce i pro začátečníky. ... Možnost hledat dopředu i zpět z konkrétní citace je pro výzkumníky velmi užitečná. Multidisciplinární pokrytí umožňuje výzkumníkům snadno hledat mimo jejich disciplíny“. Dále uvádí „Jednou z výhod WOS proti Scopus je hloubka pokrytí, protože plná WOS databáze má pokrytí zpět až do roku 1945, zatímco Scopus do roku 1966. Avšak Scopus a WOS se vzájemně doplňují, protože žádná databáze není a nemůže být kompletní.“
Ve srovnání Scopusu a WOS provedeném českými autory, které zohledňuje i některá specifika pro země a autory, kde angličtina není rodným jazykem, se mimo jiné uvádí: Scopus se více zaměřuje na evropská a jiná periodika, rovněž na literaturu publikovanou v jiných jazycích než angličtina, plná podpora diakritiky v záznamech a vyhledávání včetně např. názvů časopisů a článků, které vychází v češtině.
Scopus také poskytuje profily autorů včetně tzv. afilací (výzkumné ústavy, vysoké školy a další místa, kde pracovali nebo pracují), počet publikací a jejich bibliografická data a citace, které se na článek odkazují. Scopus nabízí také systém upozornění, který umožňuje registrovaným uživatelům sledovat změny v profilu a také kdykoli přepočítat H-index (Hirschův index citovanosti) autora. V roce 2016 vznikl doprovodný (volně dostupný) web Scopus CiteScore. Ten poskytuje citační data pro více než 40 000 titulů recenzovaných časopisů a sborníků z konference a představuje určitou alternativu k impakt faktoru.
Scopus ID pro jednotlivé autory může být propojen s otevřeným digitálním identifikátorem autorů ORCID.
Počínaje rokem 2018, Scopus začal (jako součást vyhledávacího systému) zveřejňovat informace o tom, zda daná práce, resp. publikace je dostupná v režimu otevřeného přístupu. Využívá při tom data, získaná nástrojem Unpaywall. Reagoval tak na konkurenční databázi Web Of Science, která tyto informace začala nabízet v červenci 2017.

## Poradní sbor (CSAB)
Protože Elsevier je vlastníkem Scopusu a současně jde celosvětově o jednoho z největších vydavatelů recenzovaných časopisů (a další vědecké nebo odborné literatury), byl v roce 2009 zřízen nezávislý mezinárodní poradní sbor: Scopus Content Selection and Advisory Board (CSAB). Jeho cílem je vyhnout se případnému konfliktu zájmů při výběru časopisů a dalších zdrojů do databáze, a naopak zajistit otevřený a transparentní přístup, bez ohledu na to, kdo je vydavatelem kterého titulu. Členy CSAB jsou vědci a knihovníci z relevantních oborů, nicméně určitá kritika ohledně vnímaného konfliktu zájmů přetrvává. 
Tým CSAB zodpovídá za výběr a vyřazování různých titulů pro databázi Scopus. Od roku 2004 zařadili 41 525 titulů, a naopak vyřadili 688 titulů, převážně tzv. predátorské časopisy. Přesto nezávislé výzkumy ukazují, že v databázi je i nadále značné množství těchto predátorských časopisů. 

## SCImago Journal Rank (SJR)
SCImago Journal Rank (SJR) je jedním z hlavních ukazatelů, který se při tvorbě a publikování databáze Scopus využívá. SJR je indikátor, který měří vliv vědeckého časopisu, který zohledňuje jak počet citací, které časopis získal, tak důležitost nebo prestiž časopisů, ze kterých citace pocházejí. Numerická hodnota indikátoru reprezentuje průměrný počet vážených citací v daném roce na jeden článek, který byl publikován v posledních třech letech. SJR (princip a konkrétní postup výpočtu) je vyvíjen v rámci Scimago Lab, přičemž koncept ukazatele vznikl ve výzkumné skupině na Univerzitě v Granadě a současně v mnohém připomíná PageRank společnosti Google.
Vedle ukazatele SJR (který zohledňuje nejen počet citací, ale také kvalitu zdrojů, z kterých citace pochází), Scopus publikuje ještě další ukazatele, mimo jiné indikátor ve zkratce označovaný Cites per Doc. (2y), tedy průměrný počet citací na článek za období 2 roky. Ten se více podobá tradičnímu ukazateli impakt faktor, který počítá a publikuje konkurenční společnost Clarivate a který je mnohem starší (publikován od roku 1975).